# 모리 나리토시
모리 나리토시(일본어: 森 成利, 1565년 ~ 1582년 6월 21일)는 아즈치모모야마 시대에 활약한 무장이다. 현재 모리 란마루(森蘭丸)라는 이름으로 널리 알려져 있다. 아버지는 오다 노부나가의 가신 모리 요시나리이며 오니 무사시(鬼武蔵)로 알려진 형 모리 나가요시를 비롯 6남중 3남으로 태어났다.

## 개요
오와리국 출신의 다이묘 오다 노부나가의 고쇼(小姓)로 총애를 받아 오다 노부나가의 남색의 상대가 되었다. 이 때문에 모리 나리토시는 아동으로 묘사되어 오다 노부나가가 후하게 대우한다는 속설이 널리 퍼져있다.
하지만, 어린 자식을 남기고 전사한 모리 요시나리를 대신하여 노부나가는 그의 양부로서의 역할만 했다는 의견도 있다. 오다 가문 안에서는 노부나가의 명령을 전달하거나 중요회의에 참석하는 등 전도유망한 젊은 사무관이었다.
현재 노부나가가 가장 총애했던 측근이라고 말하면 우선 란마루가 떠오를지 모르지만, 당시 여러 지역과 기나이 정계에 있어서는 모리 란마루(森 乱丸)은 아직 인식되지 않았고, 중대한 업무에는 일을 맡기지 않았다.
측근으로 활약한 시기도 2년정도 밖에 되지 않는다. 그의 사망 시점으로 보는 혼노지의 변에서 그의 나이는 18, 19세로 모리 란마루의 일화는 다른 인물과 고전과의 유사점이 있고, 에도 시대 이후 창작 및 다이묘 모리 가문의 선전이었다는 지적이다.
덴쇼 10년(1582년) 가이 다케다 가문이 다이묘로서 멸망한 후, 그에 따른 공으로 미노국 이와무라성의 성주로 부임되었고, 혼노지의 변에서 야스다 사쿠베에게 죽임을 당했다. 단, 이와무라 성주에 관해서는 이설도 있다.

## 인물
이름은《관정중수제가보(寛政重修諸家譜)》에 나가사다(長定)로 되어 있고, 그 밖에 나가야스(長康)라는 이야기도 있지만, 활약당시의 문서에서 확인된 것은 나리토시(成利)이다.
또, 아명으로 알려진 란마루의 이름은 당시 사료에서는 모두 란(乱)자로 표기되어 있고, 란(蘭)의 문자는 후세의 창작으로 보인다. 일반적으로 알려진 모리 란마루의 표기는 모리 란마루(森乱丸)로 표기해야 옳다. 또, 란마루라고 말한다면 대개 여성의 이미지를 가진 미소년으로 그려지는 경향이 있지만, 모리 란마루가 건장한 육체를 지닌 청년이었을 지도 모른다는 견해도 있다.

## 유품의 허위
《결정판 도설·전국갑주집(決定版図説・戦国甲冑集)》등에서〈모리 란마루의 구족(森蘭丸の具足)〉으로 기재된 것이 있지만, 이 구족은 일본갑주사학연구회 회장 이이 다쓰오(당시 나카무라 다쓰오)가 히코네에서 발견해 가와고에의 고미술상 오쿠다이라 나가요시에게 건넨 것으로 두 사람 다 이 갑주를 공표할 때 "우리들이 발견하고 넘겨받은 물품은 무명의 갑옷"이라고 명확히 밝히고 있다.
이이 다쓰오는 그의 저서에서 "조금만이라도 신빙성이 있으면 좋겠다"라고 서술하고 있고, 란마루의 것으로 나온 것에 상당한 불쾌감을 가진 것 같다. 더불어 발견 당시에는 갑주의 명의 등은 없었던 것 같다. 어떤 경위로 모리 란마루의 구족이라는 명칭이 생겼는지는 불분명하다.